# Casa Tully
(Motto della casa Tully)
La Casa Tully è una casata nobiliare facente parte del mondo della saga fantasy Cronache del ghiaccio e del fuoco di George R. R. Martin.
I Tully sono i Protettori delle Terre dei Fiumi, dominano il Tridente dalla loro fortezza di Delta delle Acque (Riverrun nell'edizione originale). Nelle Terre dei Fiumi i bastardi hanno il cognome Rivers. I colori dei Tully sono i capelli ramati (anche se nel primo libro dell'edizione italiana vengono erroneamente definiti "corvini") e gli occhi azzurri, uniti a un incarnato roseo e salutare.
Il loro stemma è una trota argentata in campo ondato di blu e di rosso.

## Storia
La Casa Tully è un'antica e nobile casa che può datare le sue origini all'Età degli Eroi, e divenne influente durante la Guerra di Conquista. Quando Aegon il Conquistatore arrivò a Westeros, i Tully lo appoggiarono ribellandosi ad Harren il Nero, re delle Isole di Ferro, che aveva il controllo del Tridente. Il nonno di Harren, Re Harwin Manodura, prese il Tridente ad Arrec, Re di Capo Tempesta, i cui antenati, 300 anni prima, avevano conquistato tutta la regione fino all'Incollatura. Tiranno, vanesio e crudele, Harren il nero non era amato dai suoi sudditi, così molti dei lord dei fiumi lo abbandonarono per affiancare le armate di Aegon. Il primo a farlo fu Edmyn Tully di Delta delle Acque. Quando Harren e tutta la sua discendenza perirono nella caduta di Harrenhal, Aegon ricompensò la Casa Tully concedendo a lord Edmyn il dominio sulle terre del Tridente e imponendo agli altri lord di giurargli fedeltà. Durante la ribellione di Robert Baratheon, Jon Arryn ottenne l'appoggio dei Tully e dei lord dei fiumi sposando Lysa, la figlia minore di lord Hoster Tully, e mandando la figlia maggiore Catelyn in sposa a Brandon Stark. Dopo la prematura morte di Brandon, Catelyn sposò suo fratello Eddard diventando lady di Grande Inverno.

## Albero genealogico
|            |            |            |            |            |            |  |  |             |             |             |             |                    |                    |                    |                    |                    |                    |            |            |            |            |         |         |            |            |            |            |            |            |        |        |              |              |              |              |              |              |              |              | ?            |              |  |  |      |      |      |      |              |              |              |              |                         |                         |                         |                         |                         |                         |  |  |  |  |
|            |            |            |            |            |            |  |  |             |             |             |             |                    |                    |                    |                    |                    |                    |            |            |            |            |         |         |            |            |            |            |            |            |        |        |              |              |              |              |              |              |              |              |              |              |  |  |      |      |      |      |              |              |              |              |                         |                         |                         |                         |                         |                         |  |  |  |  |
|            |            |            |            |            |            |  |  |             |             |             |             |                    |                    |                    |                    |                    |                    |            |            |            |            |         |         |            |            |            |            |            |            |        |        |              |              |              |              |              |              |              |              |              |              |  |  |      |      |      |      |              |              |              |              |                         |                         |                         |                         |                         |                         |  |  |  |  |
|            |            |            |            |            |            |  |  |             |             |             |             |                    |                    |                    |                    |                    |                    |            |            |            |            |         |         |            |            |            |            | Hoster     | Hoster     | Hoster | Hoster | Hoster       | Hoster       |              |              | Minisa Whent | Minisa Whent | Minisa Whent | Minisa Whent | Minisa Whent | Minisa Whent |  |  |      |      |      |      |              |              |              |              | Brynden "Il Pesce Nero" | Brynden "Il Pesce Nero" | Brynden "Il Pesce Nero" | Brynden "Il Pesce Nero" | Brynden "Il Pesce Nero" | Brynden "Il Pesce Nero" |  |  |  |  |
|            |            |            |            |            |            |  |  |             |             |             |             |                    |                    |                    |                    |                    |                    |            |            |            |            |         |         |            |            |            |            | Hoster     | Hoster     | Hoster | Hoster | Hoster       | Hoster       |              |              | Minisa Whent | Minisa Whent | Minisa Whent | Minisa Whent | Minisa Whent | Minisa Whent |  |  |      |      |      |      |              |              |              |              | Brynden "Il Pesce Nero" | Brynden "Il Pesce Nero" | Brynden "Il Pesce Nero" | Brynden "Il Pesce Nero" | Brynden "Il Pesce Nero" | Brynden "Il Pesce Nero" |  |  |  |  |
|            |            |            |            |            |            |  |  |             |             |             |             |                    |                    |                    |                    |                    |                    |            |            |            |            |         |         |            |            |            |            |            |            |        |        |              |              |              |              |              |              |              |              |              |              |  |  |      |      |      |      |              |              |              |              |                         |                         |                         |                         |                         |                         |  |  |  |  |
|            |            |            |            |            |            |  |  |             |             |             |             |                    |                    |                    |                    |                    |                    |            |            |            |            |         |         |            |            |            |            |            |            |        |        |              |              |              |              |              |              |              |              |              |              |  |  |      |      |      |      |              |              |              |              |                         |                         |                         |                         |                         |                         |  |  |  |  |
|            |            |            |            |            |            |  |  |             |             |             |             | Eddard "Ned" Stark | Eddard "Ned" Stark | Eddard "Ned" Stark | Eddard "Ned" Stark | Eddard "Ned" Stark | Eddard "Ned" Stark |            |            | Catelyn    | Catelyn    | Catelyn | Catelyn | Catelyn    | Catelyn    |            |            |            |            |        |        | Edmure       | Edmure       | Edmure       | Edmure       | Edmure       | Edmure       |              |              |              |              |  |  | Lysa | Lysa | Lysa | Lysa | Lysa         | Lysa         |              |              | Jon Arryn               | Jon Arryn               | Jon Arryn               | Jon Arryn               | Jon Arryn               | Jon Arryn               |  |  |  |  |
|            |            |            |            |            |            |  |  |             |             |             |             | Eddard "Ned" Stark | Eddard "Ned" Stark | Eddard "Ned" Stark | Eddard "Ned" Stark | Eddard "Ned" Stark | Eddard "Ned" Stark |            |            | Catelyn    | Catelyn    | Catelyn | Catelyn | Catelyn    | Catelyn    |            |            |            |            |        |        | Edmure       | Edmure       | Edmure       | Edmure       | Edmure       | Edmure       |              |              |              |              |  |  | Lysa | Lysa | Lysa | Lysa | Lysa         | Lysa         |              |              | Jon Arryn               | Jon Arryn               | Jon Arryn               | Jon Arryn               | Jon Arryn               | Jon Arryn               |  |  |  |  |
|            |            |            |            |            |            |  |  |             |             |             |             |                    |                    |                    |                    |                    |                    |            |            |            |            |         |         |            |            |            |            |            |            |        |        |              |              |              |              |              |              |              |              |              |              |  |  |      |      |      |      |              |              |              |              |                         |                         |                         |                         |                         |                         |  |  |  |  |
|            |            |            |            |            |            |  |  |             |             |             |             |                    |                    |                    |                    |                    |                    |            |            |            |            |         |         |            |            |            |            |            |            |        |        |              |              |              |              |              |              |              |              |              |              |  |  |      |      |      |      |              |              |              |              |                         |                         |                         |                         |                         |                         |  |  |  |  |
| Robb Stark | Robb Stark | Robb Stark | Robb Stark | Robb Stark | Robb Stark |  |  | Sansa Stark | Sansa Stark | Sansa Stark | Sansa Stark | Sansa Stark        | Sansa Stark        |                    |                    | Arya Stark         | Arya Stark         | Arya Stark | Arya Stark | Arya Stark | Arya Stark |         |         | Bran Stark | Bran Stark | Bran Stark | Bran Stark | Bran Stark | Bran Stark |        |        | Rickon Stark | Rickon Stark | Rickon Stark | Rickon Stark | Rickon Stark | Rickon Stark |              |              |              |              |  |  |      |      |      |      | Robert Arryn | Robert Arryn | Robert Arryn | Robert Arryn | Robert Arryn            | Robert Arryn            |                         |                         |                         |                         |  |  |  |  |

## Membri della casata

### Hoster Tully
Lord Hoster Tully è l'anziano lord di Delta delle Acque, lord del Tridente e protettore delle Terre dei Fiumi. Ha un ruolo marginale nella saga in quanto compare solo nella fase terminale della sua vita. È infatti gravemente malato ed è costretto da due anni a letto, incapace di riconoscere persino i propri familiari. I capelli gli sono ormai diventati bianchissimi e i suoi vivaci occhi azzurri sono ora annacquati, non solo per la vecchiaia ma anche per la malattia.
Sebbene in passato il carattere irrequieto di Hoster lo abbia portato spesso lontano da Delta delle Acque e dalla propria famiglia, ha sempre amato molto tutti i suoi figli che sovente portava con sé nei suoi viaggi. Dopo aver conosciuto il padre di Petyr Baelish prese con sé Petyr come suo protetto e lo porta a Delta delle Acque. È lui ad affibbiare a lord Walder Frey, suo alfiere, l'appellativo de il Ritardatario in ragione del fatto che durante la ribellione di Robert Baratheon il lord delle Torri Gemelle schiera in campo il proprio esercito solo quando è certo l'esito della guerra ed ormai palese il vincitore. Muore durante gli eventi del terzo libro, e gli succede il figlio Edmure.
Nella serie televisiva Il Trono di Spade, tratta dai romanzi, è interpretato da Christopher Newman.

### Catelyn Tully
Figlia maggiore di Hoster e Minisa Whent, è la moglie di Eddard Stark. Inizialmente era promessa sposa a Brandon Stark, morto per mano di Aerys il Folle. È la madre di Robb, Sansa, Arya, Bran e Rickon.

### Lysa Tully
Lysa è la secondogenita di lord Hoster Tully. È la terza moglie di Jon Arryn, lord del Nido dell'Aquila, molto più vecchio di lei, ma è follemente innamorata di Petyr Baelish, a cui cede la sua verginità e del quale resta incinta, ma il padre la costringerà ad abortire con il tè della luna, una bevanda usata per interrompere e prevenire gravidanze. Si sposa con Jon Arryn non per amore ma per rafforzare l'alleanza militare tra le due casate Arryn e Tully in vista della guerra. Dopo cinque aborti spontanei, riesce finalmente a dare a Jon un figlio ed erede, Robert, di salute alquanto cagionevole e dal carattere capriccioso e irrequieto. Dopo la misteriosa morte di Jon ad Approdo del Re, mentre rivestiva la carica di Primo Cavaliere del re, Robert diventa signore del Nido dell'Aquila, anche se a tutti gli effetti è Lysa a governare. Lady Lysa, dai lunghi capelli ramati che le scendono fin sulle spalle, è più bassa di statura rispetto alla sorella Catelyn, dal corpo appesantito e dal viso pallido e gonfio con una bocca piccola e petulante, ha comunque gli splendidi occhi azzurro chiaro dei Tully. Lysa è molto chiusa e sospettosa verso chi la circonda, persino verso sua sorella Catelyn. Pur avendo molti pretendenti, Lysa rifiuta sempre di risposarsi: il suo matrimonio con lord Jon Arryn organizzato da suo padre lord Hoster Tully è stato davvero privo di quella passione e di quel calore che lei tanto avrebbe desiderato, quindi, questa volta, dice, sarà lei a scegliere chi sarà suo marito, e che questa volta il suo matrimonio sarà quello che lei aveva sempre desiderato. Partecipa marginalmente agli eventi che succedono in quel periodo nel resto del paese con l'intenzione di astenersi alle contese e alla guerra dei Cinque re.
Al momento della sconfitta degli Stark, perpetrata con l'omicidio di Catelyn, di Robb e dei suoi uomini alle Nozze Rosse, Petyr Baelish si distingue come consigliere dei Lannister e viene ricompensato con il titolo di lord delle Terre dei Fiumi e signore di Harrenhal. Con questi titoli, può finalmente sposare Lysa e ottenere la posizione di reggente al posto di Robert. Petyr porta con sé nella Valle Sansa Stark, facendo credere a tutti che sia la sua figlia naturale, chiamata “Alayne Stone”, ma informa Lysa della vera identità della ragazza. Una mattina, Lysa vede Petyr baciare Sansa; credendo che sua nipote abbia cercato di sedurre suo marito, accusa la ragazza di aver baciato Petyr per prima e, durante una discussione molto accesa, minaccia di buttarla giù dalla Porta della Luna. Sansa viene salvata dal tempestivo intervento di Petyr, che impedisce a Lysa di uccidere la nipote; in questo frangente, Sansa scopre che è stata proprio Lysa, su istigazione di Petyr, ad avvelenare suo marito Jon con le Lacrime di Lys (un veleno inodore e incolore), dal momento che questi intendeva mandare il piccolo Robert a Roccia del Drago con Stannis Baratheon, e accusando poi i Lannister dell'omicidio del marito. Dopo averla tranquillizzata, è Petyr stesso a gettare Lysa dalla Porta della Luna, accusando il suo cantastorie, Marillion, dell'omicidio. Prima di ucciderla, Petyr confessa a Lysa che l'unica donna che abbia mai amato veramente è Catelyn.
Nella serie televisiva Il Trono di Spade, tratta dai romanzi, è interpretata da Kate Dickie e in italiano è doppiata da Tiziana Avarista.

### Edmure Tully
Edmure è l'unico figlio maschio di lord Hoster, erede di Delta delle Acque. È un uomo valoroso e di buon cuore, ma non particolarmente saggio o esperto nelle arti militari. Dotato di un forte senso dell'onore trasmessogli dal padre, da suo zio Brynden e dal motto della propria Casata, tuttavia Edmure è fin troppo orgoglioso, difetto che lo spinge spesso a compiere azioni sconsiderate, tutto ciò unito ad una grande emotività. Alto, dalla corporatura robusta e con i lineamenti che tanto contraddistinguono la famiglia dei Tully, ser Edmure è anche molto legato alle sue sorelle maggiori Catelyn e Lysa, sebbene sia inevitabilmente più vicino alla prima dopo la partenza di Lysa per Nido dell'Aquila, dopo la quale non è più stata la stessa.
In passato aveva fatto da scudiero a Brandon Stark quando questi affrontò in singolar tenzone un adolescente Petyr Baelish.
Si distingue per essere uno degli alfieri del nipote Robb Stark, respinge gli assalti durante la guerra e difende il suo regno dalla minaccia Lannister, ma la sua indole orgogliosa lo spinge a prendere l'iniziativa nei momenti sbagliati: senza ascoltare gli ordini del suo re, Edmure attacca la guarnigione guidata da Gregor Clegane, riuscendo a respingerla ma, in realtà, impedendo così a Robb di eliminare l'odiato alfiere dei Lannister. Dopo la morte di Hoster, Edmure diventa a tutti gli effetti signore di Delta delle Acque. Per chiedere perdono delle sue azioni avventate, accetta di sposare una figlia di lord Walder Frey, Roslin, per rinsaldare il patto Stark-Frey distrutto dopo che Robb aveva sposato Jeyne Westerling. Viene catturato durante le "Nozze Rosse" dai Frey e rinchiuso nella fortezza delle Torri Gemelle. Approfittando della cattura di Edmure, i Frey assediano Delta delle Acque, difesa da Brynden Tully. In uno dei molti tentativi di convincere Brynden alla resa, Ryman Frey minaccia di impiccare Edmure che, da quel momento, ogni giorno è costretto a stare in piedi accanto alla forca in attesa di essere impiccato. Una volta liberato da Jaime Lannister, consegna Delta delle Acque (ritardando però la resa e permettendo così allo zio di scappare) e viene condotto a Castel Granito in qualità di ostaggio insieme a sua moglie incinta.
Nella serie televisiva Il Trono di Spade, tratta dai romanzi, il personaggio non subisce cambiamenti rilevanti. Nell'ultima stagione, dopo la sconfitta di Cersei Lannister, propone agli altri Lord di Westeros di eleggerlo nuovo sovrano, ma questa sua ennesima iniziativa lo porta ad essere di nuovo ridicolizzato agli occhi degli altri nobili. È interpretato da Tobias Menzies e in italiano è doppiato da Vittorio De Angelis nella terza stagione e da Gabriele Sabatini a partire dalla sesta.

### Brynden Tully

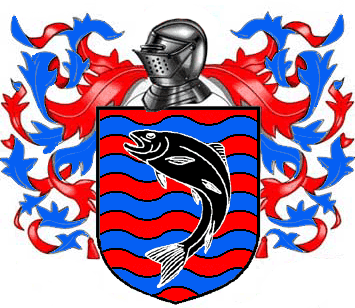
Lo stemma di ser Brynden, che differisce da quello classico dei Tully, raffigurando, invece di una trota argentata, un pesce nero guizzante, motivo del suo soprannome

Soprannominato Il Pesce Nero, ser Brynden è un celebre guerriero ed un grande stratega schierato a fianco del pronipote Robb Stark. È il fratello minore di lord Hoster e quindi lo zio di Catelyn, Lysa e Edmure. I rapporti tra Hoster e Brynden iniziarono a incrinarsi quando il fratello maggiore, in quanto lord del fratello minore, aveva preso accordi per diversi matrimoni dinastici tra Brynden e graziose fanciulle, delle casate Frey o Whent, con lo scopo di stringere alleanze, ma Brynden aveva sempre rifiutato.
Un giorno, furibondo per questi continui rifiuti, Hoster gliene chiese motivazioni. Ma Brynden non volle sentire ragioni, rifiutando tutti i matrimoni propostogli; perciò Hoster, sempre più infuriato lo chiamò la "Pecora Nera" della famiglia Tully. Con molta ironia, allora, Brynden rispose che casomai lui sarebbe stato il "Pesce Nero", in quanto lo stemma dei Tully è appunto un Pesce; da quel giorno Brynden Tully lasciò Delta delle Acque per allontanarsi dal fratello, coniando questo suo nuovo soprannome, il Pesce Nero, e colorando anche la trota del suo stemma di nero.
Prima di passare al servizio di Robb Stark, Brynden è stato al servizio di sua nipote Lysa Tully, come il Cavaliere della Porta Insanguinata, punto strategico di accesso alla Valle di Arryn e così chiamata per il numero di eserciti che vi si erano schiantati nell'Età degli eroi.
Venuto a conoscenza dell'agguato a Eddard Stark e della fuga di Jaime Lannister verso Castel Granito, ove si comincia a radunare un esercito, Brynden chiede a Lysa di metterlo alla testa di mille uomini e di correre in soccorso di Delta delle Acque, la loro patria di origine, la cui posizione geografica, vicinissima al cuore dei possedimenti Lannister, la rende il più probabile terreno di scontro nel caso il leone ed il meta-lupo decidano di azzannarsi. Lysa, estremamente volubile, rifiuta però la richiesta dello zio, che piccato dal comportamento della nipote, lascia l'incarico di Cavaliere della Porta Insanguinata per recarsi in soccorso del fratello lord Hoster e di Delta delle Acque.
Il Giovane Lupo, Robb Stark, fa molto affidamento sul suo prozio Brynden che entra immediatamente nel concilio ristretto del Re del Nord come suo comandante e alfiere e si mette in evidenza per spiccate doti strategiche e tattiche.
Abbandona la pesante armatura da Cavaliere della Porta Insanguinata per una più comoda tenuta da combattimento di cuoio e cotta di maglia. È al comando degli esploratori dell'esercito del Nord ed è lui che guida gli arcieri che impediscono ai Frey di informare i Lannister tramite i corvi quando l'esercito del nord arriva alle Torri Gemelle. Compie diverse incursioni durante la campagna e fa parte del gruppo che cattura Jaime Lannister nello scontro del Bosco dei Sussurri. È inoltre uno dei comandanti che spezzano l'assedio di Delta delle Acque.
Mostra profonda emozione nel tornare nella sua casa dopo tanto tempo lontano da essa desiderando rivedere il fratello aspettandosi comunque però di non essere stato perdonato da Hoster riguardo ai passati matrimoni falliti.
Dopo il dramma delle "Nozze di sangue", Brynden continua a mantenere Delta delle Acque per un certo tempo, contro gli eserciti soverchianti dei Lannister. Con l'aiuto di Edmure alla fine fugge dalla fortezza, prima che il nipote la consegni.
Nella serie televisiva Il Trono di Spade, tratta dai romanzi, è interpretato da Clive Russell e in italiano è doppiato da Ennio Coltorti. Il suo ruolo rimane invariato nel corso della vicenda fino alla perdita di Delta delle Acque: nella serie Brynden si rifiuta di scappare e quindi, dopo aver fatto scappare Brienne di Tarth e Podrick Payne, affronta da solo gli invasori, restando ucciso. Successivamente la sua morte viene derisa da Walder Frey, ma ciò ha come unico effetto lo spingere Jaime Lannister, che al contrario provava molto rispetto per il Pesce Nero, a provare ancora più odio nei confronti del lord delle Torri Gemelle.

## Membri acquisiti

### Minisa Whent
Minisa Whent era la moglie di lord Hoster Tully. I Whent erano i più forti alfieri della Casa Tully. Diede a lord Hoster tre figli, due femmine (Catelyn e Lysa) e un maschio (Edmure). Altri suoi due figli morirono durante l'infanzia. Morì cercando di dare alla luce un altro figlio al lord suo marito, lasciando suo marito e i suoi figli con un enorme vuoto dovuto al lutto.

### Roslin Frey
Figlia di lord Walder Frey e Bethany Rosby, sposerà Edmure Tully nel romanzo Tempesta di spade.

## Membri storici della casata

### Axel Tully
Axel ricevette delle terre da Re Armistead Vance e lì costruì Delta delle Acque.

### Edmyn Tully
Lord Edmyn è stato il primo signore delle terre dei fiumi a giurare fedeltà ad Aegon Targaryen il Conquistatore per combattere contro re Harren il nero.
Dopo che Harren e la sua famiglia perirono nell'incendio di Harrenhal, Aegon nominò lord supremo del Tridente.
Edmyn sarebbe poi diventato Primo Cavaliere del re dopo le dimissioni di Orys Baratheon.

### Kermit Tully
Dopo la morte di Grover Tully Elmo padre di Kermit divenne lord supremo del Tridente, ma morì a sua volta dopo appena 49 giorni in piena Danza dei Draghi. Kermit si schierò con i neri, il partito di Rhaenyra Targaryen. Sconfisse e uccise lord Borros Baratheon in battaglia.

## Casate fedeli

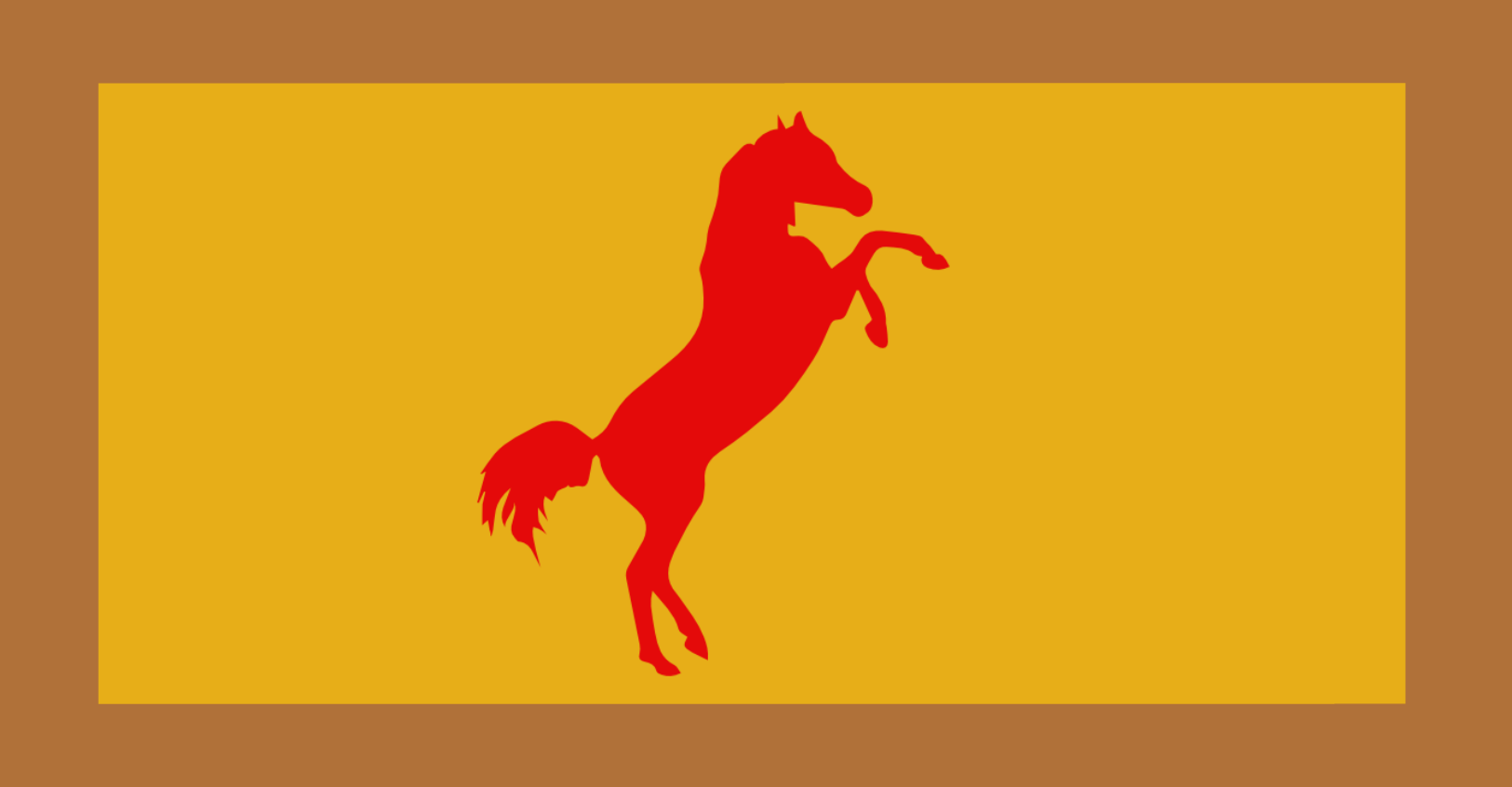
Stemma di Casa Bracken

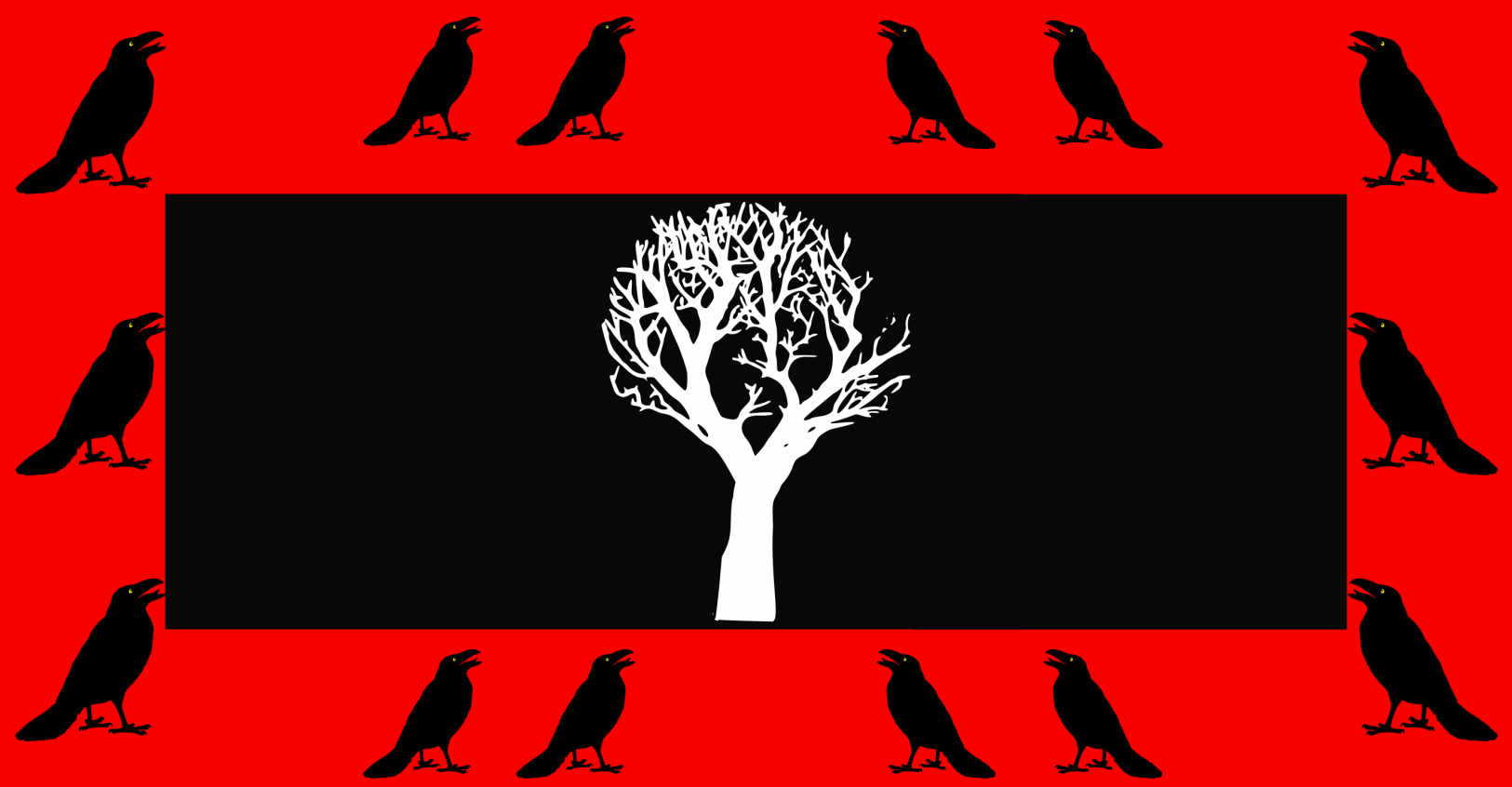
Stemma di Casa Blackwood

- Blackwood di Raventree Hall è un'antica e nobile casata delle Terre dei Fiumi, nonché una delle più importanti famiglie fedeli alla Casa Tully. Un tempo Re del Tridente, i Blackwood ebbero delle contese con i loro antichi rivali, i Bracken, sin dall'Età degli Eroi. Le due casate raramente sono dalla stessa parte in una battaglia o negli argomenti di discussione. Il loro stemma è costituito da uno stormo di corvi su uno sfondo rosso scarlatto che circondano un albero-diga al centro di uno scudo nero.
- Bracken di Stone Hedge è un'antica e nobile casata delle Terre dei Fiumi, nonché una delle più importanti famiglie fedeli alla Casa Tully. Un tempo Re del Tridente, i Bracken ebbero delle contese con i loro antichi rivali, i Blackwood, sin dall'Età degli Eroi. Le due casate raramente sono dalla stessa parte in una battaglia o negli argomenti di discussione. Il loro stemma rappresenta un cavallo rampante rosso su sfondo oro in uno scudo al centro circondato da un bordo marrone.
- Darry di Darry. Di origine andala, il loro sigillo è rappresentato da un contadino nero su un campo marrone. In passato, la casata era una delle più importanti e potenti della regione. Durante la Ribellione di Robert furono alleati fedeli ai Targaryen. Dopo la Guerra dei Cinque Re, ai Darry sono stati espropriate le terre e il castello, trasferiti per editto reale a Lancel Lannister e alla sua nuova moglie, Amerei Frey, la cui madre era una Darry di nascita.
- Frey: casa Frey è una delle case più recenti dei Sette Regni, fondata da soli 600 anni. Il loro seggio, le Torri Gemelle, situate sull'unico guado esistente della Forca Verde, ha permesso ai Frey di guadagnare non poca importanza nei secoli e anche molta ricchezza, grazie alle tasse imposte sul passaggio. È la casata più numerosa di tutto il continente, tanto che suoi membri possono riempire un intero campo di battaglia. Il loro stemma rappresenta due torri blu collegate da un ponte su sfondo grigio-argento, simbolo delle Torri Gemelle. Dal 300 AL riceve il titolo di casata principale delle Terre dei Fiumi, titolo prima detenuto dai Tully, nonostante il dominio formale sia della Casa Baelish di Harrenhal. Capo della Casata è lord Walder Frey, uno degli uomini più anziani di tutta Westeros. Molti dei suoi figli e nipoti si chiamano Walder o Walda, in suo onore.

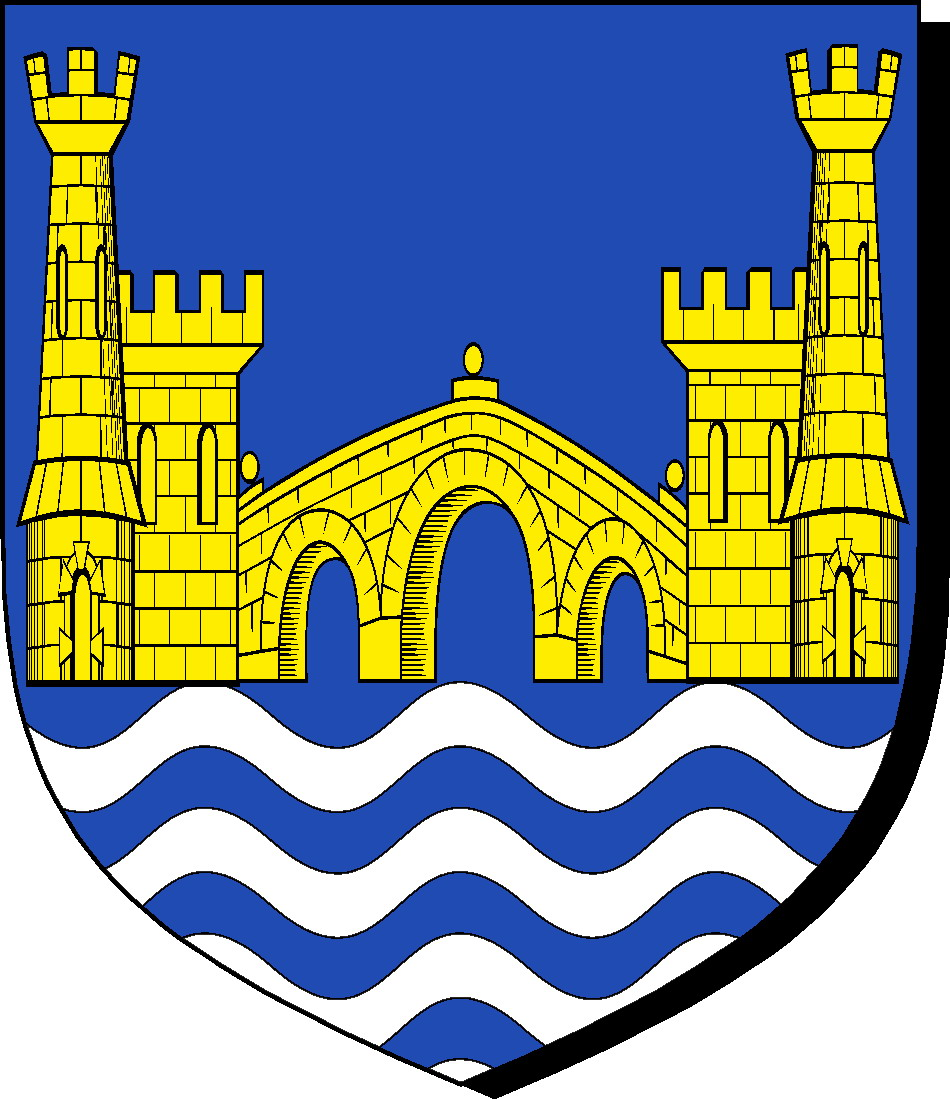
Stemma di Casa Frey

- Stemma di Casa FreyMallister di Seagard è una delle casate nobili più importanti e antiche nelle Terre dei Fiumi. Il loro stemma rappresenta un'aquila bianca su sfondo viola. La loro sede, Seagard fu costruita come difesa contro le incursione degli Uomini di Ferro. Il loro motto è "Above the Rest".
- Mooton di Maidenpool. Il loro seggio è uno dei porti e degli snodi commerciali più importanti affacciati sulla Baia dei Granchi; secondo la leggenda, è anche il luogo in cui Florian il Giullare vede per la prima volta Jonquil, impegnata a fare il bagno con le sue sorelle. Lo stendardo rappresenta un salmone rosso su sfondo bianco con una bordura gialla.
- Piper di Pinkmaiden. Una delle casate nobili più importanti nelle Terre dei Fiumi. Il suo seggio è il Castello di Pinkmaiden, non molto distante dal confine con le Terre dell'Ovest. Il loro stemma rappresenta una fanciulla nuda che danza con un drappo che copre le parti intime su sfondo blu. l loro motto è "Brave and Beautiful".
- Ryger di Willow Wood.
- Smallwood di Sala delle Ghiande, fedele alla Casa Vance. Il loro motto è "From these Beginnings".
- Vance: Una delle casate più importanti delle Terre dei fiumi, divisa in due rami cadetti:
  - Vance di Atranta: il cui simbolo è un drago verde su sfondo bianco inquartato con una torre bianca su sfondo nero.
- Vance di Wayfarer's Rest: il cui simbolo è un drago nero su campo bianco inquartato e due occhi d'oro in un anello d'oro su un campo nero.
- Whent di Harrenhal. Come ogni casata che ha posseduto Harrenhal, i Whent sono in declino dopo che gli uomini di Casa Whent morirono nella Guerra dell'usurpatore supportando Aerys II. Il simbolo di Casa Whent consiste in nove pipistrelli neri, su un campo giallo.

## Servitori di Casa Tully
- Maestro Vyman: consigliere, guaritore e tutore.
- Ser Desmond Grell: maestro d'armi di Delta delle Acque; si unisce ai Guardiani della notte, dopo la caduta di Delta delle Acque.
- Myles: scudiero di Desmond, ucciso durante il tentativo di fuga di Jaime Lannister.Sigillo di Casa Mallister

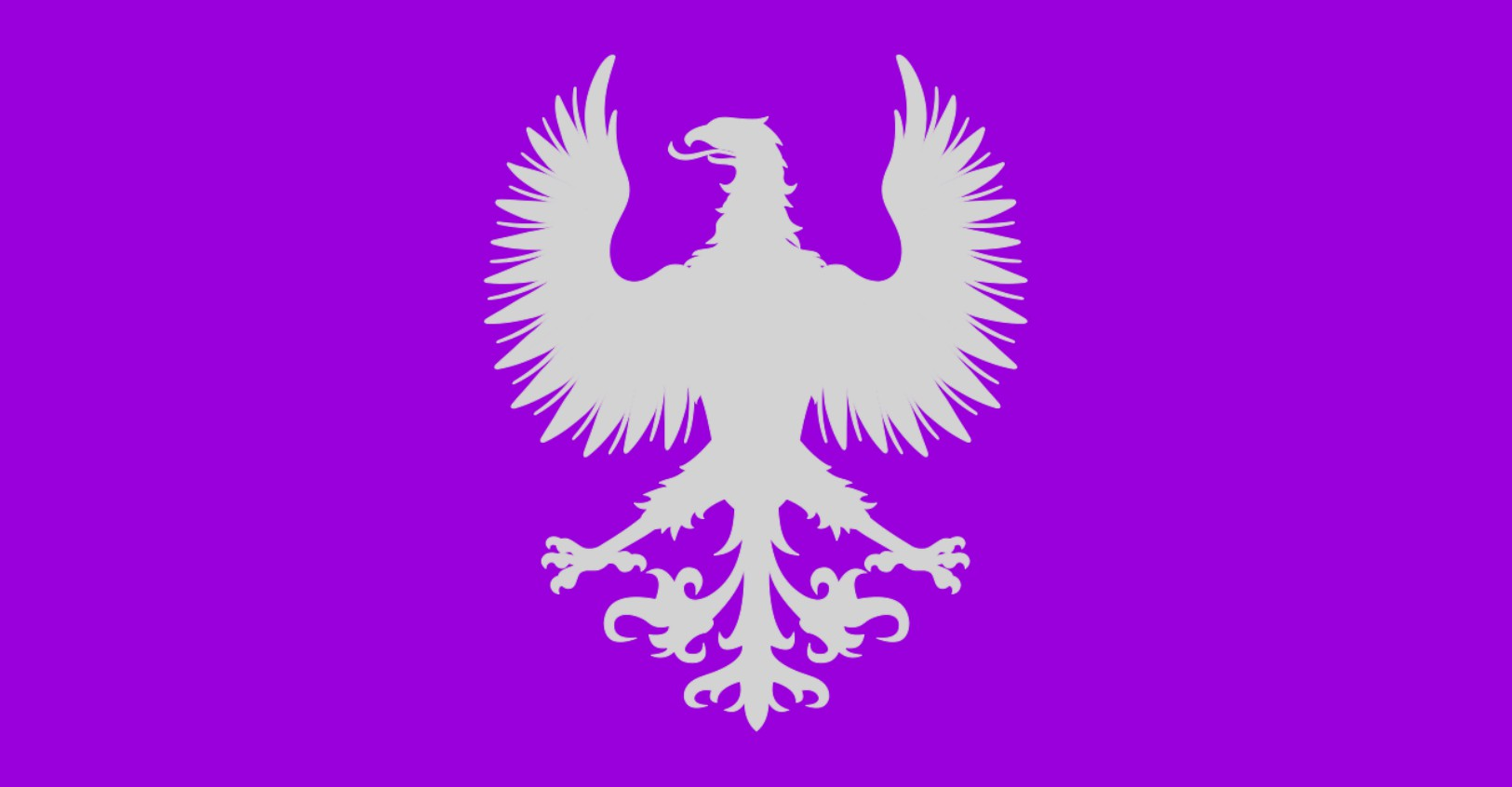
Sigillo di Casa Mallister

- Ser Robin Ryger: capitano della guardia di Delta delle Acque; si unisce ai Guardiani della notte, dopo la caduta di Delta delle Acque.
- Enger e Long Lew: guardie.
- Poul Pemford: guardia, ucciso durante il tentativo di fuga di Jaime Lannister.
- Delp e Elwood: guardie; uccisi durante l'omocidio di Willem Lannister e Tion Frey a opera di Rickard Karstark.
- Utherydes Wayn: maggiordomo di Delta delle Acque.
- Rymund il Rimatore: bardo.